# Lomahasha
Lomahasha ist ein Inkhundla (Verwaltungseinheit) in Eswatini. Es ist 319 km² groß und hatte 2007 gemäß Volkszählung 22.293 Einwohner.

## Geographie
Das Inkhundla liegt im Nordosten der Region Lubombo und grenzt an Mosambik und Südafrika. Die MR 3 ist die Hauptverkehrsader der Region.

## Gliederung
Das Inkhundla gliedert sich in die Imiphakatsi (Häuptlingsbezirke) Lomahasha, Mafucula und Shewula. 

### Lomahasha
Der Hauptort Lomashasha liegt an der Nord-Grenze zwischen Mosambik und Eswatini.